# Кишзомбор
Кишзомбор (мађ. Kiszombor, раније срп. Мали Сомбор) је село у Мађарској, југоисточном делу државе. Село управо припада Маковском срезу Чонградско-чанадске жупаније, са седиштем у Сегедину.

## Природне одлике
Насеље Кишзомбор налази у југоисточном делу Мађарске, близу државну границе са Румунијом.
Историјски гледано, село припада крајње северном делу Баната, који је остало у оквирима Мађарске. Подручје око насеља је равничарско (Панонска низија), приближне надморске висине око 80 м. Северно од насеља протиче река Мориш.

## Историја
Аустријски царски ревизор Ерлер је 1774. године констатовао у свом извештају да место „Зомбор” припада Тамишком округу, Чанадског дистрикта. Ту је римокатоличка црква а становништво је било мађарско.

## Становништво
Према подацима из 2013. године Кишзомбор је имао 3.894 становника. Последњих година број становника опада.
Претежно становништво у насељу су Мађари (99%) римокатоличке вероисповести. Мањина су Роми.